# Posadas (kommunhuvudort)
Posadas är en kommunhuvudort i Spanien.   Den ligger i provinsen Province of Córdoba och regionen Andalusien, i den södra delen av landet, 300 km söder om huvudstaden Madrid. Posadas ligger 93 meter över havet och antalet invånare är 7 364.
Terrängen runt Posadas är platt åt sydost, men åt nordväst är den kuperad. Runt Posadas är det ganska tätbefolkat, med 72 invånare per kvadratkilometer. Närmaste större samhälle är Palma del Río, 19,0 km sydväst om Posadas. Trakten runt Posadas består till största delen av jordbruksmark.